# Pia Bergmann
Pia Bergmann (* 17. März 1975) ist eine deutsche Germanistin.

## Leben
Nach dem Magisterexamen 2000 an der Universität Bonn war sie von 2006 bis 2008 wissenschaftliche Angestellte im DFG-Projekt „Grenzmarkierung in deutschen Komposita: Frequenzeffekte und prosodische Konstituenten“. Nach der Promotion 2007 war sie von 2008 bis 2014 Akademische Rätin am Deutschen Seminar – Germanistische Linguistik an der Albert-Ludwigs-Universität Freiburg bei Peter Auer. Nach der Verleihung 2016 der Venia Legendi für das Fach „Germanistische Linguistik“ und der Habilitation an der Philologischen Fakultät in Freiburg im Breisgau ist sie seit 2018 Professorin für Germanistische Linguistik mit dem Schwerpunkt Pragmatik an der Friedrich-Schiller-Universität Jena.
Ihre Forschungsschwerpunkte sind gesprochene Sprache, interaktionale Linguistik, Phonetik, Phonologie, Prosodie, Morphologie und gebrauchsbasierte Grammatikmodelle.

## Schriften (Auswahl)
- Regionalspezifische Intonationsverläufe im Kölnischen. Formale und funktionale Analysen steigend-fallender Konturen. Tübingen 2008, ISBN 978-3-484-30525-0.
- Morphologisch komplexe Wörter. Prosodische Struktur und phonetische Realisierung. Berlin 2018, ISBN 3-96110-107-8.